# Divisió de Darbhanga
La divisió de Darbhanga és una entitat administrativa de Bihar a l'Índia, amb capital a Darbhanga. Es va crear el 31 d'octubre de 1973 segregada de la divisió de Tirhut. El 2005 la divisió estava formada pels següents districtes:
- Districte de Darbhanga
- Districte de Madhubani
- Districte de Samastipur